# 薩噶拉
薩噶拉(梵文：Sakara or Saroruha)，印度大乘密宗人士，八十四成就者之一。

## 簡介
成就者印札菩提祈請神明與本尊所得之子，出生於一片大海中的蓮花上，因此被取名湖生的靈童，父母死後繼承王位，卻將王位讓與其弟，前往希利達納出家。途中觀音化身比丘點化，傳授喜金剛灌頂與教法。之後其在希利達納遇見一瑜珈士惹瑪，以作為僕人換取薩噶拉成就時傳授教法。
薩噶拉在山洞修習十二年，期間遇到飢荒，但為不影響上師，故僕人隱瞞不說，直到一日不支摔倒才被上師發現，上師便用米做食子召請龍王降雨以及降穀物寶石，讓大家得到解脫。之後，薩噶拉傳授惹瑪灌頂，讓他得到世俗成就，並令他至希利巴瓦塔廣行利生，隨後便前往空行淨土。惹瑪後以神通娶了一國國王的公主，定居於希利巴瓦塔附近，在此廣建寺院，最後也都進入空行淨土。